# Wilhelm z Roskilde
Wilhelm z Roskilde (zm. ok. 1067–1075) – anglosaski biskup Roskilde na wyspie Sjælland w dzisiejszej Danii, kapelan Knuta Wielkiego, doradca króla Swena, święty Kościoła katolickiego.
Jego wspomnienie liturgiczne obchodzone jest 2 września za martyrologium duńskim.
Kult Wilhelma z Roskilde został zatwierdzony w dniu 21 stycznia 1224 roku przez papieża Honoriusza III.
Nie należy mylić świętego z Roskilde ze św. Wilhelmem z Ebbelholt (Eskil).